# Figli del sole
Figli del sole (Khoršid) è un film del 2020 diretto da Majid Majidi.
È stato presentato in concorso alla 77ª Mostra internazionale d'arte cinematografica di Venezia e scelto per rappresentare l'Iran nella categoria per il miglior film internazionale ai premi Oscar 2021, riuscendo a rientrare nella short-list dei 15 semifinalisti.

## Trama
Nei sobborghi di Teheran, il piccolo Ali, di dodici anni, e i suoi amici Mamad, Reza e Abofazl, vivono alla giornata, guadagnando da vivere per loro stessi e per le loro famiglie tra lavoretti e piccoli furti. La madre di Ali è ricoverata in un ospedale psichiatrico dopo un brutto incidente in cui è morta anche la sorella del ragazzo, che cerca di mantenere sè stesso e la madre. I quattro amici, oltre a racimolare qualcosa dai furti, lavorano presso un gommista, con Ali che agisce come loro capo. Nel frattempo, Ali prova anche a fraternizzare con Zahra, sorella di Abolfazl che lavora come venditrice ambulante nella metropolitana.
Un giorno, uno scagnozzo di un Hashem, criminale locale, intercetta Ali e lo constringe a seguirlo. I due raggiungono il covo del criminale, e Ali crede di essere nei guai perché ha rubato una delle sue colombe a cui sono state in seguito tagliate le ali. Hashem però lo sorprende con una proposta di lavoro. Hashem racconta che sotto al cimitero c'è un tesoro, per raggiungere il tunnel sotterraneo dove si trova, Ali e gli altri devono iscriversi a un istituto di beneficenza situato sopra di esso, dedicato ad educare i bambini per sottrarli alla strada e al lavoro minorile.
I quattro riescono a iscriversi, grazie all'intervento di Rafie, vicepreside della scuola e insegnante. Durante un test di ingresso, Ali scopre l'ubicazione dei sotterranei della scuola, che però sono bloccati da una porta chiusa con un lucchetto. Hashem fornisce dell'acido ad Ali e gli procura un cellulare con cui documentare e aggiornarlo sui progressi fatti. Il primo giorno di scuola alcuni studenti insultano la madre di Ali, che reagisce picchiandoli e minacciandoli con un coltello. Solo l'intervento di Rafie permette ai quattro di continuare a frequentare l'istituto. 
Il gruppo inizia ad esplorare i sotterranei, individuando un passaggio che conduce al terreno e che può essere scavato. La situazione però suscita tensioni con Zahra, sorella di Abolfazl, che rimprovera Ali di far perdere tempo al fratello in attività rischiose che metterebbero in pericolo tutta la famiglia perché sono immigrati afghani clandestini. Ali a sua volta minaccia Abolfazl per aver rivelato la faccenda del tesoro alla sorella e gli intima di rimediare. Nel frattempo, dal gommista dove lavorano i ragazzi arriva il padre di Mamad, che dice al figlio di avergli trovato un lavoro al porto e vuole che lasci il suo lavoro attuale per seguirlo. Mamad però si rifiuta, litigando con il padre. I ragazzi iniziano a scavare, rischiando più volte di venire scoperti. Dopo un po' arrivano ad una parete di muratura, che abbattuta rivela un passaggio di terreno e radici. Nel frattempo, i ragazzi frequentano le lezioni, e Abofazl si rivela un ottimo studente.
La situazione prende una piega inaspettata quando un giorno Ali e i suoi compagni trovano tutti gli alunni e gli insegnanti accalcati di fronte alla porta d'ingresso della scuola. Il proprietario dell'immobile, non vedendosi pagare l'affitto da otto mesi, ha chiuso gli ingressi e impedisce a studenti e professori di entrare. Questi però reagiscono, scavalcando il cancello e i muri e occupando la scuola. Il preside Amani trova un accordo per far rimanere aperta un'altra settimana la scuola, mentre cerca i fondi necessari per farla rimanere operativa. Rafie e Amani organizzano una festa di raccolta di fondi, mentre Ali trova strumenti più adatti per rompere le radici e proseguire negli scavi. Nel cortile, Rafie mostra ad un allenatore di calcio locale la bravura di Reza col pallone, che colpito dal suo talento lo invita al proprio club. Inizia così la prima frattura nel gruppo di Ali: Reza abbandona Ali per seguire il suo cammino col calcio, dopo un addio doloroso, in cui Ali minaccia di picchiare tutti i suoi amici, e Reza gli rinfaccia che non fa altro che minacciarli. Durante la festa di raccolta fondi, Ali usa un trapano per distruggere le radici e scavare più efficacemente, arrivando così a un cunicolo. La festa tuttavia non ha gli effetti sperati, e Rafie scopre con delusione che Amani si sta candidando al consiglio cittadino sfruttando la sua immagine di salvatore di ragazzi in difficoltà.
Una seconda frattura avviene quando il padre esagitato di Mamad irrompe armato nella scuola, litigando con il ragazzo perché il suo amico del porto lo sta ancora aspettando. Rafie riesce a disarmarlo, e tutti gli studenti della scuola lo circondano e lo assaltano. Alla vista del pestaggio Mamad si precipita dal padre, e fa allontanare gli studenti. Poco dopo, decide di seguirlo, abbandonando la scuola e Ali.
All'officina, Abofazl corre da Ali per avvertirlo che Zahra è stata arrestata dalla polizia nella metropolitana, e qualcuno deve pagare la cauzione. Ancora una volta Rafie salva la situazione, portando con sè i ragazzi fino alla stazione di polizia dove è tenuta Zahra e pagando la cauzione. Quando scopre che la polizia ha rasato i suoi capelli per umiliarla, Rafie rientra nel commissariato e colpisce alle spalle l'ispettore con cui aveva parlato poco prima, per poi andarsene. Dopo aver riaccompagnato i due ragazzi a casa, Rafie dice ad Ali che teme che la madre di Abolfazl voglia tornarsene in Afghanistan, e gli chiede di indagare, anche perché aveva intenzione di mandarlo a Esfahan per un test di matematica presso una scuola migliore, dove in passato avevano mandato studenti meritevoli. 
Ali indaga, e Abolfazl gli confessa che tutti gli afghani stanno partendo, e la madre ha deciso così. Tuttavia, mentre stanno parlando, Safar, il bidello della scuola, li scopre nel sotterraneo, scoprendo così anche il tunnel, che nel frattempo ha raggiunto una notevole distanza dalla scuola. Ali implora Safar di non dire niente al preside, e quando viene chiamato da Rafie per farsi aggiornare sulla situazione di Abolfazl, Safar inaspettatamente non rivela nulla. Safar permette ad Ali di continuare a scavare, forse con la promessa di spartirsi una parte del tesoro. Ali comincia a scavare da solo, in condizioni sempre più rischiose e un pomeriggio, recandosi presso casa di Abolfazl, scopre che tutti gli afghani che vi risiedevano sono andati via. Ali rimane completamente solo.
Un giorno, mentre Rafie sta provando ad aggiustare la campanella rotta con Ali che gli suggerisce quali cavi collegare, la polizia irrompe nella scuola. I poliziotti arrestano il maestro, accusato di aver colpito il funzionario, che viene trascinato via mentre tutti gli studenti lanciano oggetti contro i poliziotti. Ali continua i suoi scavi, e arriva in una tunnel allagato sotto il cimitero, dove però ci sono delle grate che portano luce e aria. Hashem porta Ali al cimitero, e con suo scagnozzo provano a individuare il punto in cui è presente il tesoro. Esaminando le grate, il tirapiedi pensa di aver individuato la posizione esatta, e Hashem convice Ali a continuare a scavare.
Alì prosegue gli scavi e arriva di fronte ad un muro, ultimo ostacolo che si frappone fra lui e il tesoro. Mentre sta andando da Hashem per riferirgli la notizia, scopre che la polizia ha fatto irruzione nel suo covo e sta arrestando sia lui che i suoi complici. Ali scappa, e torna a scuola proprio nel momento in cui tutti gli studenti stanno portando via i mobili e l'attrezzatura scolastica dai locali, perché la settimana è finita e non sono stati trovati i fondi per far continuare ad andare avanti l'istituto. Quando la scuola è chiusa, e dopo aver visto da lontano la madre nel giardino dell'ospedale, Ali ritorna per un'ultima volta nel sotterraneo. Una forte pioggia si sta abbattendo sulla città, e i tunnel iniziano ad allagarsi. Arrivato al muro, inizia a picconarlo, e mentre sta lavorando il tunnel dietro di lui cede, intrappolandolo mentre l'acqua continua a salire. Creato un buco nel muro, Ali riesce a far passare il braccio, capisce di aver raggiunto un canale di scolo e riesce a individuare il tesoro:  un pacco avvolto nella plastica semisommerso dall'acqua. Con il piccone riesce a raggiungerlo e a prenderlo con sé. Tuttavia, una volta recuperato il pacco, si accorge con orrore che il tesoro tanto anelato in realtà è un mattone di cocaina, probabilmente perso da uno dei complici di Hashem durante una fuga. In preda alla disperazione, Ali si accorge che l'acqua sale sempre di più, e muovendosi nell'ambiente stretto e buio, raggiunge il crollo. Miracolosamente, riesce a calciare la terra via, e viene spinto via dall'acqua fino all'ingresso del tunnel. 
Coperto di fango e terreno, scosso per quanto successo, Ali sale le scale e rientra nei locali della scuola. Ormai solo, si avvicina alla campanella rotta e aggiusta i cavi come aveva suggerito al maestro. Riparata, la campanella risuona per l'ultima volta nella scuola, ormai vuota e spoglia. 

## Distribuzione
Il film è stato presentato in anteprima al Fajr International Film Festival il 10 febbraio 2020, dopo essere stato in un primo momento rimosso dalla competizione, non essendo stato completato in tempo. In Italia, è stato presentato in anteprima il 5 settembre 2020 alla 77ª Mostra internazionale d'arte cinematografica di Venezia, venendo distribuito nelle sale cinematografiche italiane dal 2 settembre 2021.

## Riconoscimenti
- 2020 - Fajr International Film Festival[8]
  - Simurg di cristallo al miglior film
  - Miglior sceneggiatura a Majid Majidi e Nima Javidi
  - Miglior scenografia a Keyvan Moqaddam
- 2020 - Mostra internazionale d'arte cinematografica[1][9][10]
  - Premio Marcello Mastroianni a Ruohollah Zamani
  - Premio Lanterna Magica
  - In concorso per il Leone d'oro al miglior film